# Episodi di Le spie (terza stagione)
La terza stagione della serie televisiva Le spie è andata in onda negli Stati Uniti dall'11 settembre 1967 al 15 aprile 1968 sulla NBC.
| nº | Titolo originale               | Titolo italiano       | Prima TV USA      | Prima TV Italia |
| -- | ------------------------------ | --------------------- | ----------------- | --------------- |
| 1  | Let's Kill Karlovassi          |                       | 11 settembre 1967 |                 |
| 2  | The Beautiful Children         |                       | 18 settembre 1967 |                 |
| 3  | Laya                           | Laya                  | 25 settembre 1967 |                 |
| 4  | The Medarra Block              |                       | 2 ottobre 1967    |                 |
| 5  | Philotimo                      |                       | 9 ottobre 1967    |                 |
| 6  | The Honorable Assassins        |                       | 16 ottobre 1967   |                 |
| 7  | Now You See Her, Now You Don't |                       | 23 ottobre 1967   |                 |
| 8  | Red Sash of Courage            |                       | 30 ottobre 1967   |                 |
| 9  | The Seventh Captain            |                       | 13 novembre 1967  |                 |
| 10 | Apollo                         |                       | 20 novembre 1967  |                 |
| 11 | Oedipus at Colonus             |                       | 27 novembre 1967  |                 |
| 12 | The Lotus Eater                |                       | 11 dicembre 1967  |                 |
| 13 | An American Empress            |                       | 25 dicembre 1967  |                 |
| 14 | Home to Judgement              |                       | 8 gennaio 1968    |                 |
| 15 | Anyplace I Hang Myself is Home |                       | 15 gennaio 1968   |                 |
| 16 | Tag, You're It                 |                       | 22 gennaio 1968   |                 |
| 17 | A Few Miles West of Nowhere    | Ad ovest del nulla    | 29 gennaio 1968   |                 |
| 18 | This Guy Smith                 |                       | 5 febbraio 1968   |                 |
| 19 | Turnabout for Traitors         |                       | 19 febbraio 1968  |                 |
| 20 | Happy Birthday... Everybody    |                       | 26 febbraio 1968  |                 |
| 21 | Shana                          |                       | 4 marzo 1968      |                 |
| 22 | The Name of the Game           |                       | 11 marzo 1968     |                 |
| 23 | Suitable for Framing           | Il delitto del secolo | 25 marzo 1968     |                 |
| 24 | The Spy Business               |                       | 1º aprile 1968    |                 |
| 25 | Carmelita is One of Us         |                       | 8 aprile 1968     |                 |
| 26 | Pinwheel                       |                       | 15 aprile 1968    |                 |

## Let's Kill Karlovassi
- Prima televisiva: 11 settembre 1967
- Diretto da: Christian Nyby
- Scritto da: Michael Zagor

### Trama
- Guest star:

## The Beautiful Children
- Prima televisiva: 18 settembre 1967
- Diretto da: Earl Bellamy
- Scritto da: Berkely Mather

### Trama
- Guest star:

## Laya
- Prima televisiva: 25 settembre 1967
- Diretto da: Earl Bellamy
- Scritto da: Morton Fine, David Friedkin

### Trama
- Guest star: Michael Rennie (Hamilton)

## The Medarra Block
- Prima televisiva: 2 ottobre 1967
- Diretto da: Earl Bellamy
- Scritto da: Barry Oringer

### Trama
- Guest star:

## Philotimo
- Prima televisiva: 9 ottobre 1967
- Diretto da: Earl Bellamy
- Scritto da: Ernest Frankel

### Trama
- Guest star:

## The Honorable Assassins
- Prima televisiva: 16 ottobre 1967
- Diretto da: Christian Nyby
- Scritto da: Tina Pine, Lester Pine

### Trama
- Guest star:

## Now You See Her, Now You Don't
- Prima televisiva: 23 ottobre 1967
- Diretto da: Earl Bellamy
- Scritto da: Jerry Ludwig

### Trama
- Guest star: Samson Burke (Grogot)

## Red Sash of Courage
- Prima televisiva: 30 ottobre 1967
- Diretto da: Christian Nyby
- Scritto da: Oliver Crawford, Jerry Ludwig

### Trama
- Guest star:

## The Seventh Captain
- Prima televisiva: 13 novembre 1967
- Diretto da: Earl Bellamy
- Scritto da: Berkely Mather

### Trama
- Guest star:

## Apollo
- Prima televisiva: 20 novembre 1967
- Diretto da: Earl Bellamy
- Scritto da: Ernest Frankel

### Trama
- Guest star:

## Oedipus at Colonus
- Prima televisiva: 27 novembre 1967
- Diretto da: Earl Bellamy, Christian Nyby
- Scritto da: Jackson Gillis

### Trama
- Guest star:

## The Lotus Eater
- Prima televisiva: 11 dicembre 1967
- Diretto da: Christian Nyby
- Scritto da: Elick Moll, Joseph Than

### Trama
- Guest star:

## An American Empress
- Prima televisiva: 25 dicembre 1967
- Diretto da: Earl Bellamy
- Scritto da: Joseph Than, Elick Moll

### Trama
- Guest star:

## Home to Judgement
- Prima televisiva: 8 gennaio 1968
- Diretto da: Richard C. Sarafian
- Scritto da: Robert Culp

### Trama
- Guest star: Robert Donner (postino), Una Merkel (zia Alta)

## Anyplace I Hang Myself is Home
- Prima televisiva: 15 gennaio 1968
- Diretto da: Christian Nyby
- Scritto da: Michael Zagor

### Trama
- Guest star:

## Tag, You're It
- Prima televisiva: 22 gennaio 1968
- Diretto da: Earl Bellamy
- Scritto da: Stephen Kandel

### Trama
- Guest star: Paul Mantee (Halsey)

## A Few Miles West of Nowhere
- Prima televisiva: 29 gennaio 1968
- Diretto da: Arthur Marks
- Scritto da: Jerry Ludwig

### Trama
- Guest star:

## This Guy Smith
- Prima televisiva: 5 febbraio 1968
- Diretto da: Ralph Senensky
- Scritto da: Jackson Gillis

### Trama
- Guest star:

## Turnabout for Traitors
- Prima televisiva: 19 febbraio 1968
- Diretto da: Earl Bellamy
- Scritto da: Ernest Frankel

### Trama
- Guest star: Regina Torné (Elena), Peter Donat (Hampton)

## Happy Birthday... Everybody
- Prima televisiva: 26 febbraio 1968
- Diretto da: Earl Bellamy
- Scritto da: David Friedkin, Morton Fine

### Trama
- Guest star: Jim Backus (Tom Mathews), Gene Hackman (Frank Hunter)

## Shana
- Prima televisiva: 4 marzo 1968
- Diretto da: Christian Nyby
- Scritto da: Robert Lewin

### Trama
- Guest star:

## The Name of the Game
- Prima televisiva: 11 marzo 1968
- Diretto da: Earl Bellamy
- Scritto da: Jerry Ludwig

### Trama
- Guest star: Barbara Angely (Tracy)

## Suitable for Framing
- Prima televisiva: 25 marzo 1968
- Diretto da: Earl Bellamy
- Scritto da: Howard Dimsdale

### Trama
- Guest star: John Fiedler (Andrew), James Best (dottore)

## The Spy Business
- Prima televisiva: 1º aprile 1968
- Diretto da: Christian Nyby
- Scritto da: David Friedkin, Morton Fine

### Trama
- Guest star: Paul Richards (Chanetsov)

## Carmelita is One of Us
- Prima televisiva: 8 aprile 1968
- Diretto da: Christian Nyby
- Scritto da: Earl Barret, Robert C. Dennis

### Trama
- Guest star:

## Pinwheel
- Prima televisiva: 15 aprile 1968
- Diretto da: Christian Nyby
- Scritto da: David Friedkin, Morton Fine

### Trama
- Guest star: Victor Sen Yung (Han)